# Jaggi Singh
Pour les articles homonymes, voir Singh.
Jaggi Singh (1971) est un militant altermondialiste et anarchiste canadien.
Se décrivant lui-même comme anarchiste, Singh vit à Montréal, où il s'implique dans le groupe Solidarité sans frontières et le collectif Personne n'est illégal. Par le passé, il a aussi été membre du Salon du livre anarchiste de Montréal et de la Convergence des luttes anticapitalistes. Il est très souvent présent lors de manifestations où il est arrêté à plusieurs reprises et généralement acquitté des charges portées contre lui.

## Jeunesse
Né à Toronto d'un père sikh et d'une mère catholique, il étudie au collège Saint-Michel, à l'Université de Toronto et à l'Université de la Colombie-Britannique.
Il commence à se forger une réputation en tant que militant lors du sommet de la Coopération économique pour l'Asie-Pacifique de 1997 à Vancouver. Déjà connu des services de police, il est arrêté à la veille de la conférence pour avoir agressé un policier et crié avec un mégaphone lors d'une manifestation antérieure.

## Années 2000
En octobre 2000, lors d'une manifestation à Montréal contre le sommet du G-20, il est arrêté pour participation à une émeute, mais est acquitté des accusations portées contre lui trois ans plus tard. En 2001, il est arrêté par la GRC au sommet des Amériques de Québec, cette fois-ci pour ne pas avoir respecté une condition de son cautionnement, qui lui interdisait d'assister à des rassemblements politiques ou à des manifestations. Il est également accusé de port d'armes illégal pour s'être servi d'une fausse catapulte grandeur nature, destinée à projeter des oursons en peluche. Cette fois, il passe dix-sept jours derrière les barreaux avant d’être libéré sous caution. Toutes les accusations sont abandonnées par la suite.
En 2002, il est arrêté à une manifestation contre le premier ministre israélien Benjamin Netanyahu, qui vient prononcer un discours à l'Université Concordia. Plus tard, Singh est acquitté des accusations et les autorités universitaires sont blâmées pour leur négligence.
En 2003, Singh visite la Cisjordanie sur invitation du mouvement international de solidarité. Se voyant refuser l'entrée en Israël, il combat la décision devant les tribunaux. Il obtient le droit de rester pour trois mois, mais on lui interdit d'entrer en Cisjordanie. Singh refuse d'obéir à cette ordonnance et fait des déclarations publiques sur ses motifs, en écrivant qu'il n' « était pas au gré d'une puissance occupante de décider qui peut ou pas entrer en Palestine ». Le 8 janvier 2003, des agents de police israéliens viennent l'arrêter à Jérusalem. Tenu captif dans le complexe russe et à la prison Maasiyahu, il est expulsé vers le Canada. 
En 2004, le New York Daily News évoque le profil de Singh dans un article traitant d'un groupe de manifestants en colère à la convention nationale républicaine. L'article le décrit comme un militant de confession musulmane violent et formé aux armes. Singh critique l'article, affirmant que son action politique se veut non-violente et pacifiste. 
Le 19 avril 2006, Singh est arrêté par cinq policiers montréalais alors qu'il assiste à un événement artistique et une levée de fonds au café El Salon, à Montréal, pour les prisonniers politiques palestiniens. Singh prend également part à une manifestation contre le discours du ministre fédéral de l'immigration Monte Solberg lors de la rencontre de Citoyens pour la justice publique en 2006, exigeant un moratoire sur toutes les déportations publiques.

## Années 2010
En juillet 2010, il décide de se rendre au service de police de Toronto en raison d'un mandat d'arrêt porté contre lui à l'occasion du Sommet du G20 tenu à Toronto,. Singh ne considère pas qu'il est un cas isolé. Disant n'avoir aidé qu'au transport des manifestants et à leur hébergement à Toronto, il affirme que ce mandat, comme l'arrestation de personnes dans des résidences dans la nuit, avant même qu'elles ne manifestent, reflètent une criminalisation du droit de manifester. En avril 2011, il a plaidé coupable à une accusation d'avoir encouragé à commettre un méfait de plus de 5000 $ pour avoir, durant une conférence de presse du groupe Personne n'est illégal, encouragé les gens a s'attaquer à la clôture de sécurité . 
Le 20 août 2017, le groupe La Meute organise une manifestation à Québec. Une contre-manifestation est aussi organisée par le groupe l'Action citoyenne contre la discrimination. Singh est arrêté lorsqu’une partie des contre-manifestants fait face à une ligne de policiers anti-émeutes près du lieu de rassemblement de La Meute. Il est relâché moins d'une heure plus tard sans accusation. Il a défendu le lendemain le recours à la violence pour contrer les mouvements d'extrême droite. Il est ré-arrêté le 29 août . Le 19 janvier 2020, il est acquitté des accusations d’entrave et de supposition de personne déposées contre lui à la suite de cette manifestation.